# يانغ هي-كيونغ
يانغ هي-كيونغ (هانغل: 양희경) هي مغنية وممثلة كورية جنوبية، ولدت في 3 ديسمبر 1954 في سول في كوريا الجنوبية.

## أعمال

### مسلسلات
- المجتمع الراقي

## وصلات خارجية
- يانغ هي-كيونغ على موقع IMDb (الإنجليزية)
- يانغ هي-كيونغ على موقع قاعدة بيانات الفيلم (الإنجليزية)